# Gustavus Hamilton-Russell, X visconte Boyne
Gustavus Michael George Hamilton-Russell, X visconte Boyne (10 dicembre 1931 – 14 dicembre 1995) è stato un ufficiale irlandese.

## Biografia
Era il figlio di Gustavus Lascelles Hamilton-Russell, figlio maggiore di Gustavus Hamilton-Russell, IX visconte Boyne e di sua moglie Joan Lloyd-Verney, unica figlia di Sir Harry Lloyd-Verney e dalla moglie Lady Joan Cuffe, figlia maggiore di Hamilton Cuffe, V conte di Desart. Il padre morì a causa delle ferite riportate sul fronte occidentale nel 1940. Successe al nonno come visconte due anni dopo. Boyne studiò a Eton College e poi alla Royal Military Academy Sandhurst. In seguito studiò al Royal Agricultural College.

## Carriera
Entrò nei Grenadier Guards nel 1952 e si ritirò con il grado di tenente. Nel 1961, è stato nominato giudice di pace per Shropshire e nel 1965 fu vice tenente per la stessa contea. Fu direttore della National Westminster Bank (1976-1990).
Boyne è stato nominato Lord-in-Waiting nel 1981 e Lord luogotenente del Shropshire nel 1994. 

## Matrimonio
Sposò, l'11 aprile 1956, Rosemary Anne Stucley (8 gennaio 1936), figlia di Sir Dennis Frederic Stucley, V Baronetto. Ebbero quattro figli:
- Caroline Veronica Hamilton-Russell (15 febbraio 1957), sposò in prime nozze David Banks, ebbero due figli, e in seconde nozze Robert Cotterell, non ebbero figli;
- Sara Emma Hamilton-Russell (15 luglio 1959-1989), sposò Nigel Twiston-Davies, non ebbero figli;
- Lucy Jane Hamilton-Russell (13 settembre 1961), sposò in prime nozze Patrick Bailey e in seconde nozze Simon Sherwood, ebbero due figli;
- Gustavus Hamilton-Russell, XI visconte Boyne (27 aprile 1965).

## Morte
Morì il 14 dicembre 1995, a 64 anni.